# Monóxido de dicloro
El monóxido de dicloro es un compuesto inorgánico de fórmula molecular Cl2O. Fue sintetizado por primera vez en 1834 por Antoine Jérôme Balard, que junto con Gay-Lussac determinaron su composición. En las publicaciones más antiguas se le suele denominar monóxido de cloro, lo que puede dar lugar a confusión, ya que ese nombre se refiere actualmente al radical ClO•.
A temperatura ambiente, es un gas amarillo parduzco y soluble tanto en agua como en disolventes orgánicos. Desde el punto de vista de la química, pertenece a la familia de los óxidos de cloro y es el anhídrido del ácido hipocloroso. Es un fuerte oxidante y un agente desinfectante.

## Preparación
El primer método de síntesis consistía en tratar el óxido de mercurio (II) con gas cloro. Sin embargo, resulta caro y muy peligroso debido al riesgo de sufrir una intoxicación por mercurio.
{\displaystyle {\ce {2Cl2 + HgO -> HgCl2 + Cl2O}}}
Un método de producción más seguro y cómodo es la reacción del gas cloro con carbonato de sodio hidratado a una temperatura de 20-30 °C.
{\displaystyle {\ce {2Cl2 + 2Na2CO3 + H2O -> Cl2O + 2NaHCO3 + 2NaCl}}}
En exceso de cloro, la reacción continúa, produciendo más Cl2O
{\displaystyle {\ce {2Cl2 + 2NaHCO3 -> Cl2O + 2CO2 + 2NaCl + H2O}}}
La reacción  también puede llevarse a cabo sin la presencia de agua, pero es necesario calentarla hasta alcanzar los 150-250 °C. Como el monóxido de dicloro es inestable a estas temperaturas, se debe retirar continuamente para evitar que se descomponga por termólisis.
{\displaystyle {\ce {2Cl2 + Na2CO3 -> Cl2O + CO2 + 2NaCl}}}

## Estructura
La estructura del monóxido de dicloro es similar a la del agua y el ácido hipocloroso, con una molécula que tiene una geometría molecular angular (como consecuencia de la presencia de pares solitarios en el átomo de oxígeno) y una simetría molecular C2V. El ángulo del enlace es un poco mayor de lo normal, seguramente porque existe una repulsión estérica entre los átomos de cloro más pesados.

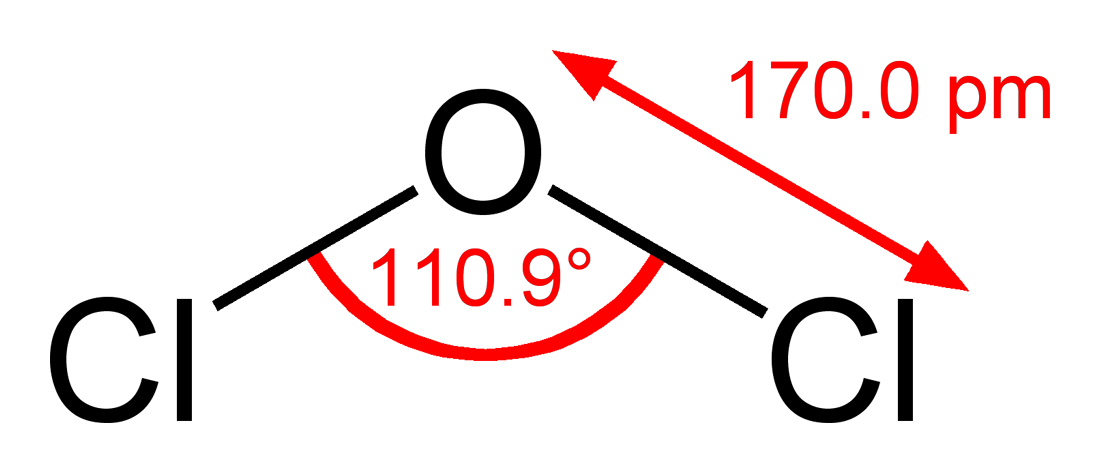

En estado sólido, se cristaliza en el grupo espacial tetraédrico I41/amd, lo que lo hace isoestructural con respecto al agua a alta presión, el hielo VIII.

## Reacciones
El monóxido de dicloro es muy soluble en agua, donde se encuentra en equilibrio con el HOCl. La velocidad de hidrólisis es lo suficientemente lenta como para permitir una extracción de Cl2O empleando disolventes orgánicos como el CCl4, aunque la constante de equilibrio acaba favoreciendo la formación del ácido hipocloroso.
{\displaystyle {\ce {2HClO <=> Cl2O + H2O}}}  : {\displaystyle K_{eq}=3.55\cdot 10^{-3}}
Pese a ello, existen indicios de que el monóxido de dicloro puede ser el agente activo durante las reacciones del HOCl con olefinas y compuestos aromáticos, así como en la desinfección del agua potable.

### Con compuestos inorgánicos
El monóxido de dicloro puede reaccionar con haluros metálicos, perdiendo Cl2, para formar oxihaluros poco comunes.
{\displaystyle {\ce {VOCl3 +Cl2O -> VO2Cl + 2Cl2}}}
{\displaystyle {\ce {TiCl4 + Cl2O -> TiOCl2 + 2Cl2}}}
{\displaystyle {\ce {SbCl5 + 2Cl2O -> SbO2Cl + 4Cl2}}}
También se han observado reacciones similares con algunos haluros inorgánicos.
{\displaystyle {\ce {AsCl3 + 2Cl2O -> AsO2Cl + 3Cl2}}}
{\displaystyle {\ce {NOCl + Cl2O -> NO2Cl + Cl2}}}  Con compuestos orgánicos
El monóxido de dicloro es un agente desinfectante eficaz. Puede utilizarse para la desinfección lateral o anular de sustratos aromáticos inactivos. En el caso de los compuestos aromáticos activos, como los fenoles y los ariléteres, reacciona principalmente para dar productos halogenados anulares. Se ha propuesto que el monóxido de dicloro puede ser el agente activo en las reacciones del HOCl con olefinas y compuestos aromáticos.

### Fotoquímica
El monóxido de dicloro se somete a una fotodisociación, formando al final el O2 y el Cl2. Este proceso se basa principalmente en los radicales, por lo que la fotólisis flash demuestra que el hipoclorito radical (ClO·) es un intermediario muy importante.
{\displaystyle {\ce {2Cl2O -> 2Cl2 + O2}}}

### Propiedades explosivas
El monóxido de dicloro es explosivo, aunque faltan investigaciones más recientes sobre su comportamiento. Las mezclas a temperatura ambiente con oxígeno no podrían hacerse explotar con una chispa eléctrica hasta que no tuvieran al menos un 23,5% de Cl2O, un límite inferior de inflamabilidad muy alto. Existen informes contradictorios sobre su explosión al exponerlo a una luz muy intensa. Al parecer, el calentamiento a temperaturas superiores a 120 °C o a una velocidad de calentamiento rápida también provoca explosiones. El monóxido de dicloro líquido es sensible a los impactos.